# Junelle Bromfield
Pour les articles homonymes, voir Bromfield.
Junelle Bromfield (née le 8 février 1998) est une athlète jamaïcaine, spécialiste du 400 mètres.

## Biographie
Médaillée de bronze du 400 m et médaillée d'argent sur 4 × 400 m lors des championnats du monde juniors 2016, elle s'adjuge la médaille d'argent du 4 × 400 m lors des Jeux d'Amérique centrale et des Caraïbes 2018.
Aux Jeux olympiques de 2020 à Tokyo, elle remporte la médaille de bronze du relais 4 × 400 mètres au titre de sa participation aux séries.
Elle est la compagne du sprinter américain Noah Lyles.

## Palmarès
| Date | Compétition                    | Lieu       | Résultat | Épreuve         | Temps         |
| ---- | ------------------------------ | ---------- | -------- | --------------- | ------------- |
| 2015 | Championnats du monde cadets   | Cali       | 7e       | 400 m haies     | 58 s 49       |
| 2016 | Championnats du monde juniors  | Bydgoszcz  | 3e       | 400 m           | 52 s 05       |
| 2016 | Championnats du monde juniors  | Bydgoszcz  | 2e       | 4 × 400 m       | 3 min 31 s 01 |
| 2021 | Jeux olympiques                | Tokyo      | 3e       | 4 × 400 m       | séries        |
| 2022 | Championnats du monde en salle | Belgrade   | 1re      | 4 × 400 m       | 3 min 28 s 40 |
| 2022 | Jeux du Commonwealth           | Birmingham | 5e       | 400 m           | 51 s 45       |
| 2022 | Jeux du Commonwealth           | Birmingham | 2e       | 4 × 400 m       | 3 min 26 s 93 |
| 2022 | Championnats NACAC             | Freeport   | 6e       | 400 m           | 51 s 51       |
| 2022 | Championnats NACAC             | Freeport   | 2e       | 4 × 400 m       | 3 min 26 s 32 |
| 2022 | Championnats NACAC             | Freeport   | 2e       | 4 × 400 m mixte | 3 min 14 s 08 |
| 2024 | Jeux olympiques                | Paris      | 5e       | 4 × 400 m mixte | 3 min 11 s 67 |

## Records
| Épreuve | Épreuve      | Temps   | Lieu         | Date            |
| ------- | ------------ | ------- | ------------ | --------------- |
| 400 m   | Plein air    | 50 s 74 | Kingston     | 29 juin 2024    |
| 400 m   | Piste courte | 52 s 40 | Fayetteville | 11 février 2022 |